# Standing in the Way of Control
Standing in the Way of Control – trzeci studyjny album amerykańskiej grupy indierockowej Gossip, został wydany 24 stycznia 2006. Album wydano w formie płyty kompaktowej i winylowej. Album przez jeden tydzień znajdował się na pierwszym miejscu UK indie chart i w Wielkiej Brytanii uzyskał status złotej płyty.

## Lista utworów
1. "Fire With Fire", 2:49
2. "Standing in the Way of Control", 4:16
3. "Jealous Gurls", 3:39
4. "Coal to Diamonds", 4:00
5. "Eyes Open", 2:10
6. "Ur Mangled Heart", 4:22
7. "Listen Up!", 4:18
8. "Holy Water", 2:43
9. "Keeping U Alive", 3:47
10. "Dark Lines", 3:27

## Wykonawcy
- Beth Ditto - wokal, fortepian
- Brace Paine - gitara, bass
- Hannah Blilie - perkusja